# Lymantica joannisi
Lymantica joannisi is een vlinder uit de familie spinneruilen (Erebidae), onderfamilie donsvlinders (Lymantriinae). De wetenschappelijke naam van deze soort is voor het eerst geldig gepubliceerd in 1921 door Le Cerf.
De soort komt voor in tropisch Afrika.